# Capitaine Albator
Pour les articles homonymes, voir Albator (homonymie).
Capitaine Albator (宇宙海賊キャプテンハーロック, Uchū kaizoku  Kyaputan Hārokku) est un manga de Leiji Matsumoto, paru au Japon entre 1977 et 1979 dans le magazine Play Comic de l'éditeur Akita Shoten. Il a été publié en français aux éditions Kana en cinq volumes de 2002 à 2003. Entre août 2014 et janvier 2019, Matsumoto publie une nouvelle version nommée Albator SSX Dimension Voyage.

## Synopsis
2977, l'humanité, forte de 500 milliards d'habitants, a colonisé les mondes alentours et utilise leurs ressources. La Terre est gouvernée par un gouvernement unique et démocratique, dirigé par un premier ministre veule et incompétent. Un peuple de guerrières de l'espace, les Sylvidres, veut envahir la planète Terre dans l'indifférence générale. Seul Albator et son équipage de pirates va s'opposer aux Sylvidres et à leurs plans de conquête.

## Personnages
- Professeur Daiba : Le père de Tadashi. Éminent scientifique qui récolte des informations sur la sphère sylvidre.
- Le Premier Ministre : Désabusé et plus intéressé par les choses frivoles (et sa réélection) que les vrais problèmes, tout comme ses contemporains humains.
- Tadashi Daiba : Il voit son père assassiné par les Sylvidres et, dégoûté par le comportement des humains, décide de rejoindre l'Arcadia.
- Albator (Harlock) : Le capitaine de l'Arcadia.
- Yattaran : Le lieutenant de l'Arcadia.
- Kei Yûki : Jeune fille faisant partie de l'équipage de l'Arcadia.
- Miimé : Une extraterrestre dévouée corps et âme à Albator.
- Docteur Zéro : Le médecin de bord de l'Arcadia.
- Machi : le mécanicien de l'Arcadia.
- Professeur Kusuko : Collègue de Daiba, ses talents de xénolinguistes lui permettent de déchiffrer les inscriptions de la sphère sylvidre.
- Shizuka Namino : L'assistante du premier ministre qui se révèle être une espionne des Sylvidres.
- Masu : La cuisinière de l'Arcadia.
- Sylvidra (Lafressia) : La reine des toutes-puissantes Sylvidres.
- Nurêm : Officier sylvidre capturée par Albator.
- Mezon : Officier sylvidre.
- Hysterius : Officier sylvidre.
- Jejibell : Officier sylvidre qui sera suffisamment touchée par les sentiments humains pour en faire part à sa reine.
- Zoru : Soldat de la planète Tokâga aux ordres des Sylvidres.
- Emeraldas : Compagne de Toshiro et amie d'Albator, décédée mais qui pourtant réapparaît sur l'Île aux pirates.
- L'Oiseau : Souvent sur l'épaule d'Albator, cet oiseau suit ses aventures depuis longtemps.
- Mii : Le chat du docteur Zéro.
- Tochirô Ôyama (cité) : Il est né sur Terre mais a grandi sur Titan. C'est le compagnon de toujours d'Albator.
- Le Directeur du laboratoire de botanique terrestre : Il découvre un bloc de glace dans lequel sont congelées des Sylvidres.

## Vaisseaux
- l'Arcadia : Le vaisseau commandé par Albator. Cet Arcadia est un vaisseau postérieur à l'Arcadia 3 que l'on voit dans L'Anneau des Nibelungen.
- Le Queen Emeraldas : Le vaisseau d'Emeraldas qui erre dans l'espace. Ce vaisseau est différent de celui communément décrit dans les autres mangas et animés au niveau de son design.

## Analyse
Leiji Matsumoto dépeint une société qui n'a plus ni rêves ni ambitions ainsi qu'une humanité repue et oisive. L'arrivée d'une menace extérieure n'inquiète ni la population ni le gouvernement. Pour exemple, le premier ministre terrien ne veut en aucun cas interrompre sa partie de golf alors qu'il reçoit des rapports alarmants. Les seuls qui échappent à cette torpeur ambiante sont quelques scientifiques et, bien sûr, Albator et son équipage.
Les cinq volumes font office de "première partie". L'histoire n'a pas encore eu de conclusion en manga jusqu'à présent. Par contre, l'adaptation en anime, Albator, le corsaire de l'espace, a une fin. L'adaptation en série d'animation Albator, le corsaire de l'espace a été réalisée alors que le manga était toujours en cours de parution, prenant de vitesse Leiji Matsumoto dans l'écriture du manga. C'est ainsi que la série fut achevée alors que le manga n'en était qu'à la moitié de l'histoire. Alors très occupé sur différents projets, Leiji Matsumoto ne termina jamais le manga, qui reste suspendu en plein milieu de l'intrigue.

## Manga
La préquelle des aventures du capitaine Albator et de son équipage se déroule dans L'Anneau des Nibelungen. Ils apparaissent également dans Galaxy Express 999 et d'autres mangas de Leiji Matsumoto.

### Liste des volumes
| no | Japonais         | Japonais      | Français         | Français      |
| no | Date de sortie   | ISBN          | Date de sortie   | ISBN          |
| --- | ---------------- | ------------- | ---------------- | ------------- |
| 1 | 20 novembre 1977 | 4-253-06363-2 | 11 mai 2002      | 9782871294733 |
| 2977. Une énorme sphère s'écrase sur Terre détruisant la quasi-totalité de Tokyo. Cette sphère cache des mystères que le professeur Daiba pense avoir percés. Il se rend chez le premier ministre pour lui faire part de ses découvertes. Malgré la menace, le premier ministre renvoie le scientifique, préférant se préoccuper de son prochain parcours de golf. Daiba rentre chez lui, dépité. Les terriens sont devenus indifférents à tout. Rentré dans son laboratoire, il rejoint son fils Tadashi. Ensemble, ils continuent d'étudier la trajectoire de la sphère. Du matériel manque pour étudier plus en détail le phénomène. Alors, le professeur Daiba décide d'aller chercher seul de l'équipement au Mondio-Lab. Arrivé là-bas, il est rejoint par une mystérieuse femme qui l'abat. Tadashi arrive quelques minutes plus tard et découvre son père inanimé. Son assaillant n'a pas eu le temps de s'échapper et s'en prend à Tadashi, qui est sauvé par Albator. Ensemble, ils observent la planète d'où est venue la sphère. Albator apprend à Tadashi que ces femmes sont des Sylvidres, puis lui propose de le rejoindre sur son vaisseau et s'en va. Tadashi le rejoint sur le spatioport et découvre l'Arcadia. Le premier ministre est réveillé par son majordome. Un spatio-cargo s'est fait attaquer par le vaisseau du capitaine Albator. Albator vole la marchandise et laisse en vie l'équipage. Le premier ministre convoque Tadashi Daiba pour lui demander des renseignements sur le pirate. Il va jusqu'à lui demander de lui servir d'informateur, puis l'enferme en prison, espérant qu'Albator viendra le chercher. En cellule, Tadashi rencontre Yattaran, lieutenant à bord de l'Arcadia. Kei Yûki les rejoint et les trois compères s'évadent sans difficulté… Si ce n'est deux Sylvidres qui tentent de leur barrer la route. À bord de l'Arcadia, Tadashi rencontre Miimé, une extraterrestre, dernière descendante de sa race qui voue sa vie au service d'Albator. Il est ensuite témoin d'un combat inégal contre un autre vaisseau qui est rapidement abattu. Albator révèle à Tadashi qu'il n'y a pas plus puissant vaisseau de guerre terrien que l'Arcadia. Albator propose à Tadashi de parcourir le vaisseau à sa guise afin qu'il puisse choisir ou non d'y rester. Il rencontre le docteur Zéro, médecin de bord et se rend compte que les passagers de l'Arcadia ont un lourd penchant pour l'alcool, en particulier Miimé qui s'en nourrit exclusivement. Tadashi est ensuite ramené sur Terre avec pour mission d'observer ce qui s'y passe. Albator lui confie un émetteur qui lui permettra d'appeler l'Arcadia lorsqu'il aura envie d'y retourner définitivement. Tadashi est convié par le premier ministre à une conférence du professeur Kusuko qui est parvenu à déchiffrer les inscriptions gravées sur la sphère. Il fait la connaissance de la ravissante Shizuka Namino, l'assistante du premier ministre. L'inscription traduite est « Cette planète est la seconde patrie des toutes-puissantes Sylvidres ». Ensuite, le professeur évoque la menace de l'invasion imminente de la Terre. Les ministres se désintéressent complètement de son exposé et décident de "faire avec". Après l'exposé, Tadashi accompagne le professeur. Il lui expose sa théorie : la sphère serait un gigantesque émetteur pour les Sylvidres. Kusuko quitte Tadashi. Il est assassiné quelques minutes plus tard par une Sylvidre. Tadashi est en colère et décide de rejoindre l'ordre des pirates à bord de l'Arcadia sous les yeux de Shizuka Namino. Presque aussitôt, l'Arcadia arrive à hauteur de Tadashi. Albator vient accueillir Tadashi et lui fait part du règlement de l'Arcadia avant que ce dernier n'embarque. Tadashi fait la promesse de le respecter. Tadashi doit ensuite apprendre à connaître le fonctionnement de la communauté de l'Arcadia avant de comprendre quel poste il y prestera. Albator lui présente l'équipage à commencer par Yattaran, fan de maquette et lieutenant de l'Arcadia. De la passerelle, il assiste au décollage mené de main de maître par le capitaine. Kei accompagne ensuite Tadashi à ses quartiers. Il croise dans les couloirs de l'Arcadia les membres de l'équipage qui boivent et jouent. Il rencontre Masu, la cuisinière, l'oiseau d'Albator et le chat du docteur Zéro. Cette atmosphère d'oisiveté déplait à Tadashi. Il pensait que l'ordre devait impérativement régner à bord d'un tel vaisseau. Kei lui explique qu'il ne faut pas se fier aux apparences et que l'Arcadia est dirigé par une discipline de fer. Kei laisse Tadashi rentrer à sa cabine. C'est alors que le jeune garçon croise mademoiselle Namino, qui a embarqué comme passagère clandestine. Kei rejoint Tadashi dans sa cabine pour savoir s'il a une idée sur le poste qui lui conviendrait. Tadashi est toujours perplexe face à l'apparente oisiveté de l'équipage. C'est alors que l'Arcadia est attaqué par un vaisseau sylvidre. Une sirène retentit et le décor change du tout au tout: l'équipage se met à courir dans tous les sens; chacun est déterminé à prendre son poste et sait exactement ce qu'il a à faire. Les différentes manœuvres du vaisseau sont effectuées avec beaucoup d'efficacité et le vaisseau sylvidre ne peut résister. Tadashi est impressionné. Il revoit son jugement et comprend la valeur exceptionnelle de l'Arcadia. Lors du combat, les pirates ont fait une prisonnière. Nurêm est interrogée par Albator mais en dehors d'intimidations à la gloire des Sylvidres, l'officier ne révèle rien et préfère se faire exploser. Sur l'Arcadia, tout le monde pense que Tadashi a un très gros appétit mais c'est parce qu'il héberge dans ses quartiers une passagère clandestine avec laquelle il se lie d'amitié. Une seconde sphère s'est posée sur Terre. Cette sphère est comme une gigantesque serre. Après analyse, l'Arcadia y pénètre. Shizuka Namino est découverte par Miimé qui est plus tard retrouvée à terre par Kei. Albator ne blâme pas Tadashi et l'invite à l'accompagner dans l'exploration à la surface de l'intérieur de la sphère. Ils y croisent Shizuka qui est en réalité une Sylvidre. Touchée par Tadashi, elle est prête à lui révéler certains secrets mais n'a pas le temps de parler. La sphère est brisée. L'atmosphère reprend ses droits et la végétation sylvidre se consume, emportant avec elle la jeune Shizuka Namino. De retour sur l'Arcadia, Albator fait un rêve étrange. Il est réveillé en sursaut par Miimé. Ensemble, ils se rappellent leur première rencontre : sur une petite planète près d'Antarès, Albator rencontre Miimé, la dernière survivante de sa race. Il lui offre du brandy. Elle se sentait seule et il la prit à son bord. Deux aviscoops sont envoyés explorer une épave d'un vaisseau sylvidre. Albator et Tadashi sont finalement attaqués par l'épave qui au bout du combat en devient réellement une. Un des débris ramenés à bord de l'Arcadia révèle que les Sylvidres semblent être venues sur Terre il y a très longtemps. L'Arcadia croise un vieux modèle de croiseur terrien, le Queen Emeraldas. Albator se souvient et Miimé pleure se remémorant la mort de Toshiro et d'Emeraldas, leurs amis pirates. Albator ordonne que le vaisseau face route vers l'Île aux pirates. Il s'y rend seul. Là-bas, Emeraldas l'attend. Ils se rendent sur la plage holographique et Emeraldas se dénude pour s'y baigner, invitant Albator à la rejoindre. Le capitaine l'abat sans broncher. Cette fausse Emeraldas se révèle être un piège des Sylvidres mais le mal est fait. Albator est en colère. Les Sylvidres ont profané le souvenir de ses amis disparus. Il ordonne que l'Arcadia détruise l'Île aux pirates et s'éloigne vers d'autres combats. |                  |               |                  |               |
| 2 | 5 janvier 1978   | 4-253-06364-0 | 6 juillet 2002   | 9782871294740 |
| L'Arcadia se rend dans l'océan sur Terre et trouve une ancienne pyramide. Après l'avoir observé, la pyramide attire le vaisseau. La proue de l'Arcadia percute la pyramide. Albator, Tadashi et Yattaran partent explorer l'intérieur de l'édifice. Au centre, Albator trouve une sphère qui émet des radiations lumineuses dans laquelle se trouve une reine endormie. Albator tire la conclusion que cette pyramide est à la fois un tombeau et un phare qui a guidé la sphère sylvidre jusqu'à la Terre. Grâce au signaux émit par les Sylvidres, l'ordinateur de l'Arcadia calcule la position de l'armada des guerrières. Albator décide l'aller à leur rencontre. Le voyage est long. L'équipage de l'Arcadia se donne à son passe-temps favoris : se saouler. Une projection de Mezon, une émissaire de la reine Sylvidra, vient délivrer un message menaçant à Albator qui n'est pas du tout intimidé. L'Arcadia se débarrasse du vaisseau comportant l'émetteur et Mezon disparaît. Plus tard, les pirates repèrent une escadrille en V qui vient à leur rencontre. Albator est un grand stratège. Il se débarrasse rapidement de la plupart des vaisseaux de l'escadron sylvidre. Ils abordent un des vaisseaux et découvrent qu'il est inoccupé, excepté le piste de pilotage où une Sylvidre inanimée est connectée au reste du vaisseau, tout comme un vaisseau central. Le docteur analyse la structure des Sylvidres qui est semblable à celui des plantes. À la suite de ce combat, Albator décide de retourner sur Terre pour s'occuper des Sylvidres qui y sont infiltrées. Albator se rend chez le premier ministre pour l'informer de ses intentions de détruire les Sylvidres qui se sont infiltrées sur Terre. Ce à quoi s'oppose officiellement le premier ministre, mais qui ne fera rien pour l'en empêcher. Les pirates commencent l'extermination des femmes-plantes. Tadashi doute du bien-fondé de cette extermination. Les détecteurs cible une forte concentration de Sylvidres en Amérique du Sud, sur le plateau de Nazca. Albator et Tadashi se rendent à un observatoire maya. Sylvidra ordonne que soit envoyé le signal de régénération et les Sylvidres, à l'état végétal, prennent forme humaine. L'Arcadia envoie de la neige carbonique pour refroidir la zone, permettant à Albator et Tadashi de s'enfuir. De retour sur le vaisseau, Albator regarde la carte où sont concentrées les Sylvidres. Il découvre que les Sylvidres sont sur Terre depuis des milliers d'années. L'analyse d'une poterie de la période Jōmon leur permettra d'en savoir plus mais le vaisseau doit utiliser toute sa puissance pour tirer le message caché dans cette poterie. Ils sont interrompus par une attaque dont ils sortent victorieux. Ils font une prisonnière : Hysterius, commandante de la 7e escadre de la base perpétuelle d'opération des Sylvidres qui se trahit rien qu'en révélant son matricule. Albator la laisse ensuite s'en aller. Grâce aux informations récoltées à la suite de l'analyse de la poterie, l'Arcadia se rend sur Vénus qui semble être l'un des anciens postes avancés des Sylvidres. Il y découvre une jungle en feu au centre de laquelle git un cratère dans lequel le vaisseau pirate plonge. Au fond, ils arrivent au sein d'une base gardée par des robots. Arrivé au centre névralgique de la base, Albator se retrouve face à une projection tridimensionnelle de Sylvidra. Elle lui propose un marché, mais Albator ne veut pas négocier. Il est déterminé à empêcher les Sylvidres à s'en prendre à la Terre. Ils quittent la base non sans emporter plusieurs objets dont un livre. L'ordinateur calcule son âge à 180 millions d'années, à l'époque des dinosaures. Lorsque l'Arcadia quitte Vénus, Tadashi semble l'entendre chanter un hymne glorieux ! |                  |               |                  |               |
| 3 | 5 mai 1978       | 4-253-06365-9 | 5 octobre 2002   | 9782871294764 |
| Peu à peu, Tadashi pense que l'Arcadia semble animé d'une conscience propre. Miimé et Albator semble communiquer avec lui comme avec un vieil ami. Alors que l'équipage est au repos, des Sylvidres apparaissent un peu partout sur tous les ponts du vaisseaux. Albator pense d'abord à des projections et découvre qu'un vaisseau sylvidre s'est arrimé à l'Arcadia jusqu'à ce que l'une d'elles l'attaque. Tadashi en trouve une autre à proximité de l'entrée du vaisseau arrimé. Lorsqu'il y pénètre, il y est enfermé. La navette s'éloigne avec Tadashi à son bord. Albator ne le détruit pas et suit sa course qui conduit le vaisseau ennemi vers un vaisseau amiral. Albator hésite à détruire ce vaisseau amiral, car le petit vaisseau dans lequel se trouve Tadashi est dans sa ligne de mire. Tadashi le comprend et fait tout pour prendre le pilotage du vaisseau dans lequel il est prisonnier. Le petit vaisseau dévie de sa trajectoire et l'Arcadia utilise toute sa puissance de feu et détruit le vaisseau amiral. Miimé prend une navette de son plein gré pour aller récupérer Tadashi. Lors de son sauvetage, elle découvre qu'il n'est pas seul. Zoru, un soldat de la planète Tokâga est sur le point de mourir. Les trois occupants sont rapatriés à bord de l'Arcadia. Tadashi et Zoru sont soignés. Remis de ses blessures, Zoru explique à Albator que sa planète a été asservie par les Sylvidres et qu'il est devenu leur esclave sous la contreinte, pour que sa famille ne soit pas tuée. Il donne ensuite d'autres indications pour intercepter l'armada sylvidre puis se fait exploser pour ne pas perdre la face. Les pirates démontent le vaisseau de Zoru car ce dernier leur a dit qu'un appareil cosmographique y est placé. L'ordinateur commence l'analyse mais sa puissance n'est pas suffisante. Albator décide de se rendre sur "L'îlot de l'ombre de la mort", un autre repère du pirate. Dans l'îlot se trouve une base sophistiquée avec une plage et une mer artificielles. L'équipage en profite pour s'y baigner et s'y détendre. L'analyse de l'appareil cosmographique révèle que l'avant-garde de l'armada sylvidre est gigantesque. Après cette découverte, Albator demande à Yattaran de combler les manques du livre de recensement des 40 hommes d'équipage de l'Arcadia. Tadashi en profite pour demander quel est son poste exact. Il est choqué d'être assistant de Yûki… une femme. Il est pourtant vice-commandant. Les techniciens du vaisseau en profitent pour améliorer les performances du vaisseau. L'Arcadia quitte l'Îlot de l'ombre morte armé jusqu'aux dent pour affronter l'armada sylvidre. À la croisée de Mars, les pirates constatent qu'une autre sphère va s'écraser sur la planète rouge. Les analyses démontrent qu'il s'agit d'un autre émetteur pour l'armada ennemie, ce qui permet aussi d'affiner les calculs pour intercepter les Sylvidres. Le vaisseau est ensuite scanné par les ennemies, dont les senseurs comptent 42 hommes d'équipage. Or, il en dénombre 41, Albator y compris. Les Sylvidres répètent leurs analyses mais n'arrivent pas à déterminer qui est ce 42e homme d'équipage. Il s'avère qu'il s'agit de l'ordinateur central du vaisseau qui est mu d'une conscience. L'Arcadia est attaqué par une navette sylvidre qui lance un projectile à proximité de l'ordinateur. Kei et Tadashi sont chargés de l'intercepter. Jojibell, commandante de la patrouille de reconnaissance d'assaut des sylvidres, est ramenée au sein de l'Arcadia et est interrogée par son capitaine. L'interrogatoire est stérile et Albator décide de la laisser partir ; entre-temps, Yattaran a démonté l'engin. Jojibell demande ensuite à parler à Kei. Elle la félicite pour sa "mauvaise manœuvre" qui a permis à Tadashi de la capturer, afin de lui donner confiance en lui. Jojibell est touchée par les sentiments humains et promet d'en référer auprès de sa reine. Jojibell s'éloigne de l'Arcadia pour aller retrouver les siens. |                  |               |                  |               |
| 4 | 5 novembre 1978  | 4-253-06367-5 | 7 décembre 2002  | 9782871295037 |
| Jojibell fait son rapport à Sylvidra mais ça n'influence guère l'avis de la reine, qui poursuit son objectif. L'Arcadia est attiré par une planète à la force gravitationnelle très forte. Une fois attiré au centre, le vaisseau est immobilisé. Sylvidra décide d'en profiter pour lancer une attaque. Plusieurs salves attaquent l'Arcadia mais sans jamais le toucher. Ces salves permettent à l'Arcadia de se décoller de l'attraction et de fuir cette planète. Alors que l'Arcadia s'éloigne de la planète, celle-ci explose. Pourtant, ce n'est pas grâce à Sylvidra que l'Arcadia s'est extirpé de ce piège. Albator est agacé car il croit avoir été sauvé par son ennemi. Le vaisseau, lui, est en colère et fonce à pleine puissance vers l'armada sylvidre. Sylvidra commence vraiment à s'interroger sur qui est ce mystérieux 42e homme d'équipage. Après une courte période d'accalmie, l'Arcadia est en proie à une nouvelle menace : il croise une série d'astéroïdes qui semble bombarder leur position. L'Arcadia se défend mais le contre-coup n'est pas sans dommages. Pourtant, une seconde salve de 38 astéroïdes approche de l'Arcadia au sein de laquelle se cache des vaisseaux tokâguiens. Tadashi, de son propre chef, prend un aviscoop pour partir à la rencontre des vaisseaux mais il est capturé. L'Arcadia suit Tadashi et ses ravisseurs et arrive à proximité de la planète Tokâga. Le passage de la ceinture d'astéroïde met le vaisseau en difficulté. Arrivé dans l'atmosphère, l'Arcadia est attaqué par des patrouilleurs tokâguiens. Ils poursuivent la route qui les mèneront à Tadashi à travers la mer au fond de laquelle ils découvrent des centaines de pyramides englouties. Au milieu de ce champ de pyramides se trouve une plus grosse. Une ouverture permet à l'Arcadia d'y pénétrer. C'est là qu'est Tadashi. |                  |               |                  |               |
| 5 | 5 octobre 1979   |               | 1er février 2003 | 9782871294771 |
| À l'intérieur de la pyramide, l'Arcadia découvre des milliards de noyaux. La pyramide semble être une chambre de germination pour graine sylvidre. Au sol s'est écrasé l'aviscoop de Tadashi. L'Arcadia le récupère et quitte Tokâga. Il croise une armada de bombardiers tokâguiens qui bombardent les pyramides. Les derniers survivants de cette planète ont décidé de se rebeller contre les Sylvidres. Les Sylvidres répondent par la destruction de Tokâga. Un des vaisseaux survivant est accueilli par l'Arcadia. À son bord, les fils de Zoru qui ont mené la révolte. Albator leur apprend que leur père n'était pas un lâche mais un homme brave. La découverte des semences sylvidres ont semé le trouble au sein de l'Arcadia. L'équipage du vaisseau fait une pause sur l'îlot de l'ombre morte mais deux Sylvidres qui s'étaient posées par hasard sur l'îlot pour jouer au ballon découvrent un passage et pénètrent à l'intérieur. Yattaran est chargé de les éliminer. Éliminer deux innocentes qui sont émerveillées par la plage à l'intérieur de l'îlot. L'Arcadia met ensuite le cap pour Heavy Melder. Sur Terre, le premier ministre est informé d'une découverte étonnante : un bloc de glace dans lequel sont enfermés des femmes. Les recherches montrent que la Terre est bel est bien envahie par la végétation. L'Arcadia arrive sur Heavy Melder pour rendre un hommage sur la tombe de Toshiro à côté de laquelle gît le Death Shadow. Les hommes d'équipage sont au sol et les trois femmes sont restées sur l'Arcadia où elles ont décidé de se prendre une cuite. Alors qu'Albator s'adresse à son ami sur sa tombe, le reste de l'équipage arrive dans une ville qui semble être Gun Frontier. Il entre dans un saloon pour y faire la fête. Albator les rejoint. Au fond du saloon, une femme est attablée. Albator s'approche d'elle. C'est Sylvidra. Elle est venue pour lui parler. Des vaisseaux sylvidres approchent de l'atmosphère de Heavy Melder. L'Arcadia part les combattre sans s'occuper des trois femmes à bord qui sont ivres. Yattaran apprend à Albator que l'Arcadia est attaqué. Il pense à une ruse de Sylvidra mais cette dernière n'est pas au courant. L'Arcadia détruit les vaisseaux sylvidres et Sylvidra s'en va. De retour à Gun Frontier, Albator trouve le corps d'une officier sylvidre abattue. Probablement celle qui a trahi Sylvidra en attaquant l'Arcadia alors qu'elle parlementait. L'Arcadia quitte Heavy Melder non sans rendre un dernier hommage à Toshiro. |                  |               |                  |               |

## Adaptations

### Séries animées
Le manga est devenu un dessin animé, réalisé par les studios japonais Toei en 1978. Distribué en France par IDDH, il est diffusé sur Antenne 2 à partir du 7 janvier 1980 dans l'émission Récré A2 sous le titre Albator, le corsaire de l'espace. L'adaptation française est signée Jacques Canestrier, déjà auteur de celle de Goldorak en 1978. Une préquelle intitulée Albator 84 fait son apparition en 1984 toujours sur Antenne 2 dans Récré A2.

### Bandes dessinées
Compte tenu de l'engouement pour la série, les éditions Dargaud publièrent entre 1980 et 1981 une adaptation en bande dessinée de la série animée Albator, le corsaire de l'espace. Huit albums de bande dessinée "à la franco-belge" donc scénarisés par Claude Moliterni et dessinés par le Studio Five Stars.
- 1 Le Corsaire de l'espace, Dargaud, 1980
Scénario : Claude Moliterni - Dessin : Studio Five Stars - Couleurs : Jean-Jacques Chagnaud
- 2 La Bataille de l'espace, Dargaud, 1980
Scénario : Claude Moliterni - Dessin : Studio Five Stars - Couleurs : Jean-Jacques Chagnaud
- 3 Le Triomphe d'Albator, Dargaud, 1980
Scénario : Claude Moliterni - Dessin : Studio Five Stars - Couleurs : Jean-Jacques Chagnaud
- 4 Le Choc des planètes, Dargaud, 1980
Scénario : Claude Moliterni - Dessin : Studio Five Stars - Couleurs : Jean-Jacques Chagnaud
- 5 La Bataille de l'espace, Dargaud, 1980
Scénario : Claude Moliterni - Dessin : Studio Five Stars - Couleurs : Jean-Jacques Chagnaud
- 6 Prisonniers du silence, Dargaud, 1980
Scénario : Claude Moliterni - Dessin : Studio Five Stars - Couleurs : Jean-Jacques Chagnaud
- 7 La Planète creuse, Dargaud, 1980
Scénario : Claude Moliterni - Dessin : Studio Five Stars - Couleurs : Jean-Jacques Chagnaud
- 8 Les Silvydres attaquent, Dargaud, 1980
Scénario : Claude Moliterni - Dessin : Studio Five Stars - Couleurs : Jean-Jacques Chagnaud